# Gascoyne Junction
Gascoyne Junction is een plaats in de regio Gascoyne in West-Australië. Het ligt aan de samenvloeiing van de rivieren Lyons en Gascoyne, 965 kilometer ten noorden van Perth, 788 kilometer ten zuidwesten van Karratha en 173 kilometer ten oosten van Carnarvon. In 2021 telde Gascoyne Junction 65 inwoners tegenover 149 in 2006.

## Geschiedenis
Voor de komst van de Europeanen vormde de streek het grensgebied tussen de gebieden van onder meer de Inggarda en de Malgaru Aborigines. In de 21e eeuw leven de Burringurrah en Woodgamia Aborigines gemeenschappen in het district.
De rivier Gascoyne werd in 1839 door ontdekkingsreiziger George Grey naar zijn vriend kapitein Gascoyne vernoemd. In 1897 stond er een politiekantoor aan de samenvloeiing van de rivieren Gascoyne en Lyons. De eerste kolonisten in de streek wensten dat op die plaats een dorp zou gesticht worden. Tegen 1909 waren er op private grond een winkel en enkele andere gebouwen gebouwd. Gascoyne Junction werd in 1912 officieel gesticht maar werd oorspronkelijk Killili genoemd, een aborigineswoord voor de kogelbies. Er werd een kantoor voor de Road Board gebouwd. In 1939 veranderde het dorp officieel van naam en werd Gascoyne Junction.
In 1969 kreeg Gascoyne Junction een nieuw politiegebouw. Het politiekantoor werd vanwege de lage criminaliteitscijfers in de streek in 2007 gesloten.

## 21e eeuw
Gascoyne Junction is het administratieve en dienstencentrum van het dunbevolkte pastorale district Shire of Upper Gascoyne. De economische activiteiten in het district bestaan hoofdzakelijk uit extensieve veeteelt, mijnbouw en toerisme.
Het dorp heeft een Remote Community School, een Community Resource Centre (CRC) en faciliteiten voor toeristen.
In 2010 overstroomde de rivier Gascoyne en werd het Gascoyne Hotel vernield. In 2014 werd het Junction Pub & Tourist Park geopend.

## Toerisme
In het Junction Pub & Tourist Park of het districtshuis kan men informatie bekomen over onder meer:
- de Wool Wagon Pathway en de Kingsford Smith Mail Run, toeristische autoroutes door de regio met informatieborden over de lokale natuur en geschiedenis
- Mount Augustus, 's werelds grootste monoliet, door de Aborigines Burringurrah genoemd
- het nationaal park Kennedy Range, met enkele bewegwijzerde wandelingen
- Cattle Pool, een waterpoel in de rivier Lyons
- de Cobbled Road, een tijdens de crisis van de jaren 30 met de hand beklinkerde weg
- Inggarda Yarning Spot & Picnic Area, een picknick-plaats langs de rivier Gascoyne waar men vogels kan bekijken
- het Gascoyne Junction Museum, een streekmuseum gevestigd in het in 1912 gebouwde kantoor van de Upper Gascoyne Road Board
- Edithana Pool, een grote waterpoel nabij de Bangemall en Pimbyana-heuvels, gevoed door de rivieren Lyons en Frederick

## Transport
Gascoyne Junction heeft een startbaan waar de Royal Flying Doctor Service indien nodig gebruik van maakt: Gascoyne Junction Airport (ICAO: YGSC).
Gascoyne ligt langs de Carnarvon-Mullewa Road die in verbinding staat met de North West Coastal Highway.

## Klimaat
Carnarvon kent een warm woestijnklimaat, BWh volgens de klimaatclassificatie van Köppen. De gemiddelde jaarlijkse temperatuur bedraagt er 24,0 °C. De gemiddelde jaarlijkse neerslag ligt rond 197 mm.
| Maand                                  | jan  | feb  | mrt  | apr  | mei  | jun  | jul  | aug  | sep  | okt  | nov  | dec  | Jaar |
| -------------------------------------- | ---- | ---- | ---- | ---- | ---- | ---- | ---- | ---- | ---- | ---- | ---- | ---- | ---- |
| Gemiddeld maximum (°C)                 | 40,7 | 39,8 | 37,6 | 33,1 | 27,8 | 23,9 | 23,2 | 25,0 | 28,4 | 32,4 | 35,4 | 38,6 | 32,2 |
| Gemiddeld minimum (°C)                 | 23,9 | 24,4 | 22,6 | 18,8 | 13,8 | 10,5 | 9,5  | 10,0 | 12,0 | 15,5 | 18,1 | 21,2 | 16,7 |
|                                        |      |      |      |      |      |      |      |      |      |      |      |      |      |
| Neerslag (mm)                          | 23,4 | 29,1 | 29,4 | 14,7 | 26,7 | 31,5 | 26,7 | 11,7 | 2,9  | 4,4  | 3,5  | 4,0  | 208  |
| Regendagen (dag)                       | 2,2  | 2,7  | 2,1  | 1,6  | 2,8  | 3,6  | 3,3  | 2,0  | 0,7  | 0,7  | 0,6  | 0,6  | 22,9 |
| Relatieve luchtvochtigheid (%)         | 20   | 24   | 24   | 29   | 34   | 42   | 40   | 33   | 25   | 21   | 20   | 18   | 27,5 |
| Bron: Australian Bureau of Meteorology |      |      |      |      |      |      |      |      |      |      |      |      |      |

Burringurrah · Carnarvon · Coral Bay · Denham · Exmouth · Gascoyne Junction · Hamelin Pool · Lyndon · Minilya · Shark Bay · Wooramel